# Stevenage
Pour la circonscription électorale, voir Stevenage (circonscription britannique).
Stevenage (/ˈstiː.vən.ɪdʒ/) est une ville de l'est de l'Angleterre dans le comté de Hertfordshire, et possède une population estimée à 84 641 habitants (2007).
Stevenage est une ville nouvelle issue du New Town Act de 1946.

## Jumelages
- Chimkent, Kazakhstan (2005)
- Kadoma, Zimbabwe (1989)
- Ingelheim, Allemagne (1963)
- Autun, France (1975)

## Personnages célèbres
- Kelly Stafford, actrice pornographique anglaise, est née le 10 avril 1978 à Stevenage
- Lewis Hamilton, pilote automobile anglais, est né le 7 janvier 1985 à Stevenage
- Ashley Young, footballeur international anglais, est né le 9 juillet 1985 à Stevenage
- Ed Westwick, acteur (notamment dans la série Gossip Girl), est né le 27 juin 1987 à Stevenage
- Alex Pettyfer, acteur, est né le 10 avril 1990 à Stevenage
- Jack Wilshere, footballeur international anglais, est né le 1er janvier 1992 à Stevenage

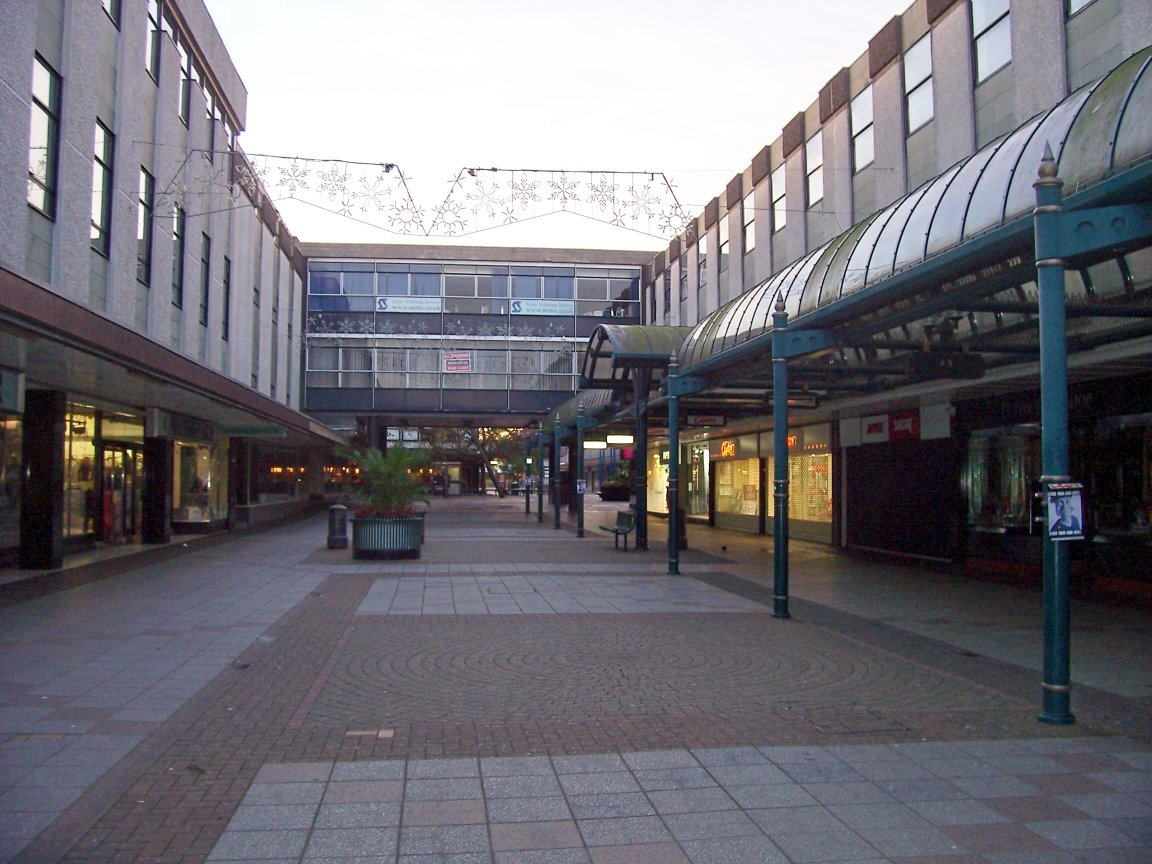
Stevenage : magasins du centre-ville.